# Carissa bispinosa
Carissa bispinosa är en oleanderväxtart. Carissa bispinosa ingår i släktet Carissa och familjen oleanderväxter.

## Underarter
Arten delas in i följande underarter:
- C. b. bispinosa
- C. b. zambesiensis